# يحيى أحمد علي الخزان
يحيى أحمد علي الخزان (وُلد في مديرية المحابشة، بمحافظة حجة عام 1967) هو قاضي وأكاديمي يمني، يشغل منصب نائب عميد المعهد العالي للقضاء. حصل على درجة الدكتوراه في الفقه المقارن من جامعة الزيتونة بتونس عام 2002.

## الحياة المبكرة والتعليم
وُلد يحيى أحمد علي الخزان في مديرية المحابشة بمحافظة حجة عام 1967. حصل على درجة الليسانس في الشريعة والقانون عام 1991 بتقدير جيد جداً مع مرتبة الشرف. نال درجة الماجستير من جامعة الزيتونة بتونس عام 1997 عن رسالته بعنوان "الرجوع عن الشهادة في الشريعة الإسلامية والقانون اليمني". وفي عام 2002، حصل على درجة الدكتوراه في الفقه المقارن من نفس الجامعة، وكانت رسالته بعنوان "الحصانة القضائية في الفقه والقانون اليمني والتونسي"

## المسيرة المهنية
بدأ الخزان مسيرته المهنية كمُعيد في كلية الشريعة والقانون بجامعة صنعاء بين عامي 1992 و1994. يشغل حالياً منصب نائب عميد المعهد العالي للقضاء،  وهو أيضاً عضو هيئة تدريس في المعهد وعدة كليات أخرى.
شغل الدكتور الخزان منصب نائب رئيس المكتب الفني بوزارة العدل، ومستشار وزير العدل، ورئيس دائرة المؤتمرات والتعاون الدولية بوزارة العدل اليمنية.  كما عُين عميدًا للمعهد العالي للقضاء، كما أنه عضو في مجلس إدارة المركز العربي للبحوث القانونية والقضائية ببيروت، وعضو فريق الخبراء القانونيين العرب بجامعة الدول العربية، وعضو فريق المدربين للتعاون الدولي لمكافحة الإرهاب والجريمة. وهو أيضاً نائب رئيس تحرير المجلة القضائية.

## مؤلفاته
من أبرز مؤلفاته:
- "القضاء في الفقه الإسلامي والقانون اليمني"[7]
- "المدخل لدراسة الفقه الإسلامي"[1]
- "الاجتهاد شروطه ومراتبه"[1]
- "فلسفة عقوبة الإعدام في الشريعة الإسلامية"[1]
- "حقوق وواجبات وآداب القضاء"[1]
- "مدونة سلوك مأموري الضبط القضائي"[1]
- "اللائحة التنظيمية لمراكز البحوث القانونية والقضائية العربية"[1]
- "تسليم المجرمين (التسليم، المحاكمة، تنفيذ الحكم) في الاتفاقيات الدولية والقانون اليمني"[1]
- "حصانة المحامي"[1]

## المشاركات والمؤتمرات
شارك الدكتور الخزان في العديد من المؤتمرات والورش التدريبية، منها:
- المؤتمر الثقافي الأول لكلية الشريعة والقانون بجامعة صنعاء (2002).[1]
- المؤتمر القضائي الأول بصنعاء (2003) بورقة عمل حول "حصانة القاضي بين النظرية والتطبيق".[1]
- الحلقة النقاشية "الإعلام والقضاء" (2004) بورقة عمل عن "استقلال القضاء وحرية الصحافة".[1]
- مؤتمر الحوار الإسلامي حول مقارنة قانون الأحوال الشخصية اليمني والمغربي (2009).[1]
- شارك في الورش والحلقات النقاشية حول مكافحة الفساد وحماية المال العام وشفافية واستقلال القضاء، وبلغت (12) مشاركة وطنية ودولية.[1]
- شارك في ورشة العمل حول تفعيل الاتفاقيات الدولية لمكافحة الإرهاب ومواءمة وصياغة التشريعات الوطنية على ضوئها بورقة عمل كخبير وطني (السياسة الجنائية لمكافحة الإرهاب في التشريعات الوطنية وملاءمتها مع الاتفاقيات القانونية الدولية الخاصة بمكافحة الإرهاب) ديسمبر 2006م.[1]
- مؤتمر دول الأطراف في اتفاقية الأمم المتحدة لمكافحة الجريمة المنظمة عبر الوطنية بفيينا (2012).[1]
- الإعداد والمشاركة في مؤتمر الحوار الأول والثاني للعدالة الجنائية في التشريع اليمني الذي نظمته وزارة حقوق الإنسان بالتعاون مع المعهد الدنماركي لحقوق الإنسان بصنعاء عامي 2008 و2010.[1]
- شارك في صياغة العديد من الاتفاقيات الثنائية والعربية المشتركة، وفي إعداد تقارير حقوق الإنسان واستعراضها في جنيف (2009-2014).[1]